# آلبرتو کارو
آلبرتو کارو (انگلیسی: Alberto Carou؛ زادهٔ ۲۷ ژوئن ۱۹۸۲) بازیکن فوتبال اهل آرژانتین است.
از باشگاه‌هایی که در آن بازی کرده‌است می‌توان به باشگاه فوتبال آرسنال ساراندی اشاره کرد.